# 克羅埃西亞獨立戰爭
克羅埃西亞戰爭是指1991年—1995年，克羅埃西亞從南斯拉夫联邦獨立出來時，克羅埃西亞人和塞爾維亞人之間因民族對立而引發的戰爭。雙方的種族滅絕罪行也受到非議。

## 背景

### 第二次世界大戰
1918年，正值第一次世界大戰時期，克羅埃西亞同意塞爾維亞王國發表的「戰後巴爾幹地區的新國家藍圖」，即創立以南斯拉夫人為主軸的聯邦國家——斯洛維尼亞人-克羅埃西亞人和塞爾維亞人國，該王國在1929年改名為南斯拉夫王國。南斯拉夫王國最大的內政問題即是塞爾維亞人和克羅埃西亞人的對立，在王國中的塞爾維亞人推行大塞爾維亞主義的霸權政策，從政府機關到宗教部門，克羅埃西亞人都受到歧視與排擠，甚至被取消了自治權。於是，安特·帕維里奇發動了克羅埃西亞獨立運動，即「烏斯塔沙」。第二次世界大戰期間，因南斯拉夫政府的外交態度轉向親英國，德國和義大利聯同匈牙利和保加利亞於1941年4月進攻南斯拉夫，後者戰敗被瓜分，烏斯塔沙與意大利及德國合作成立了傀儡政權——克羅埃西亞獨立國。但是同時，以效忠南斯拉夫國王的塞爾維亞軍官為主的反烏斯塔沙組織——切特尼克以及铁托領導的南斯拉夫共產黨游擊隊，在克羅地亞獨立國的領土上進行混戰。於是，在南斯拉夫的反法西斯鬥爭變成了克羅埃西亞人和塞爾維亞人的民族鬥爭，他們利用當地駐守的德軍及意軍作為各自的後盾互相牽制和爭鬥。這場戰爭之中種族淨化、強暴、驅趕民眾等事件造成了大量人民死亡，并且引發難民潮。這樣的情事在1991年之後的克羅埃西亞戰爭又再次重演。

### 铁托時代
第二次世界大战結束后的1945年，南斯拉夫共產黨（後改名为南斯拉夫共產主義者联盟）建立南斯拉夫联邦人民共和国。此時的南斯拉夫受到約瑟普·布羅茲·铁托的巧妙手腕和超凡魅力而維持平衡。但是铁托本人生前已預見如果有天他不在了，這個巧妙的平衡將會崩解，而之後證明他的洞見的確成真，在1980年铁托死去之後，南斯拉夫的各個共和國和自治省之間的民族問題漸次爆發。
南斯拉夫在1974年頒佈的憲法中表示六個共和國和兩個自治省之間擁有平等的發言權，但是塞爾維亞認為這樣損害了佔南斯拉夫組成人數中最多的塞爾維亞人的權利而感到不滿。1980年代中期，因為這股不滿的風潮，斯洛波丹·米洛塞維奇開始發跡。另一方面，克羅埃西亞人不滿塞爾維亞人和戰前一樣主導南斯拉夫，也強烈反感米洛塞維奇的大塞爾維亞民族主義，這些造成了1991年克羅埃西亞獨立的導火線。

## 克羅埃西亞獨立
1989年開始的东欧剧变运动波及到南斯拉夫。原本是一黨獨大的南斯拉夫共產主義者联盟從1990年開始結束一黨制，並進行多黨制的選舉，1971年在“克羅埃西亞之春”失足的斯捷潘·梅西奇和弗拉尼奧·圖季曼重返政治舞台。最後圖季曼當選總統。
之後克羅埃西亞一方面作出維持南斯拉夫的行動，另一方面發生了塞爾維亞拒絕了克羅埃西亞的妥協提案這樣的事情。

### 反塞爾維亞情緒的勃興
在這段時間，塞爾維亞和克羅地亞發生一般認為最初衝突的引爆點是1990年5月13日在萨格勒布舉行的萨格勒布迪纳摩足球俱乐部和贝尔格莱德红星足球俱乐部的足球比賽時兩方支持者以及南斯拉夫警察和萨格勒布隊支持者間的衝突。
這件事情最初只是支持者之間的小衝突，但是因為體育場的管理者和南斯拉夫警察的執法不當，使得事情演變為萨格勒布隊和警察的衝突。使得對於萨格勒布隊的支持者來說，警察相当于聯邦等于塞爾維亞人的權力象徵，所以積壓已久的反塞爾維亞情緒撲向警方。但是因為所在地點是克羅埃西亞，警察中也有為數不少的非塞爾維亞人，在這個衝突裡面受到暴力攻擊。不過因為受到攻擊的警察其實是個穆斯林，所以也有人對於這件事情能不能代表克羅埃西亞和塞爾維亞衝突的起點表示不同的意見。
萨格勒布隊的兹沃尼米尔·博班因為對警察進行攻擊，所以受到長期的禁賽處分。

### 維持南斯拉夫的行動
1990年10月克羅埃西亞和宣示經濟主權意圖從聯邦獨立的斯洛維尼亞共同發表新的聯邦提案「國家聯合模型」，其中宣示應該要廢除聯邦制度，想要變成像當時的歐洲共同體成員國一般的關係。但是塞爾維亞堅持要維持聯邦制度，波士尼亞赫塞哥維納和馬其頓也提出了折衷方案但是都未獲得同意。

### 獨立路線的規定成真
1990年12月克罗地亚共和國制定憲法，此憲法中規定克羅埃西亞的自決權和主權。官方語言從塞爾維亞-克羅埃西亞語改為克羅埃西亞語，同時禁止西里爾字母轉而改為使用拉丁字母。
另外一方面，1990年後半開始，克羅埃西亞急速地建立自己的軍事力量，創立了克羅埃西亞警察軍。同時大量的武器從匈牙利边境流入克罗地亚。
1991年5月19日實行獨立公投，78%的公民認為克羅埃西亞應該要獨立。根據這個結果克羅埃西亞在6月25日和斯洛維尼亞一同宣布獨立。
南斯拉夫政府反對克罗地亚和斯洛文尼亚宣布独立的舉動，南斯拉夫总理宣布獨立是非法的，而且违反南斯拉夫宪法。南斯拉夫總理表示支持南斯拉夫人民军用武力維護國家統一。1991年7月，南斯拉夫人民軍對克罗地亚發動軍事行动。此後克羅地亞有地方被塞族軍隊佔領。在克罗地亚宣布独立一个月后，南斯拉夫军队和其他塞族军队占据了克罗地亚將近三分之一的領土。

## 獨立戰爭

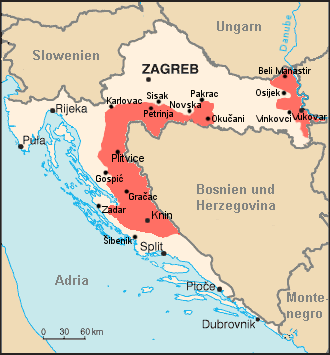
西邊的紅色地區指的是塞爾維亞克拉伊納共和國的區域，東邊的是東斯拉弗尼亞·巴拉亞·西斯雷姆自治組織。

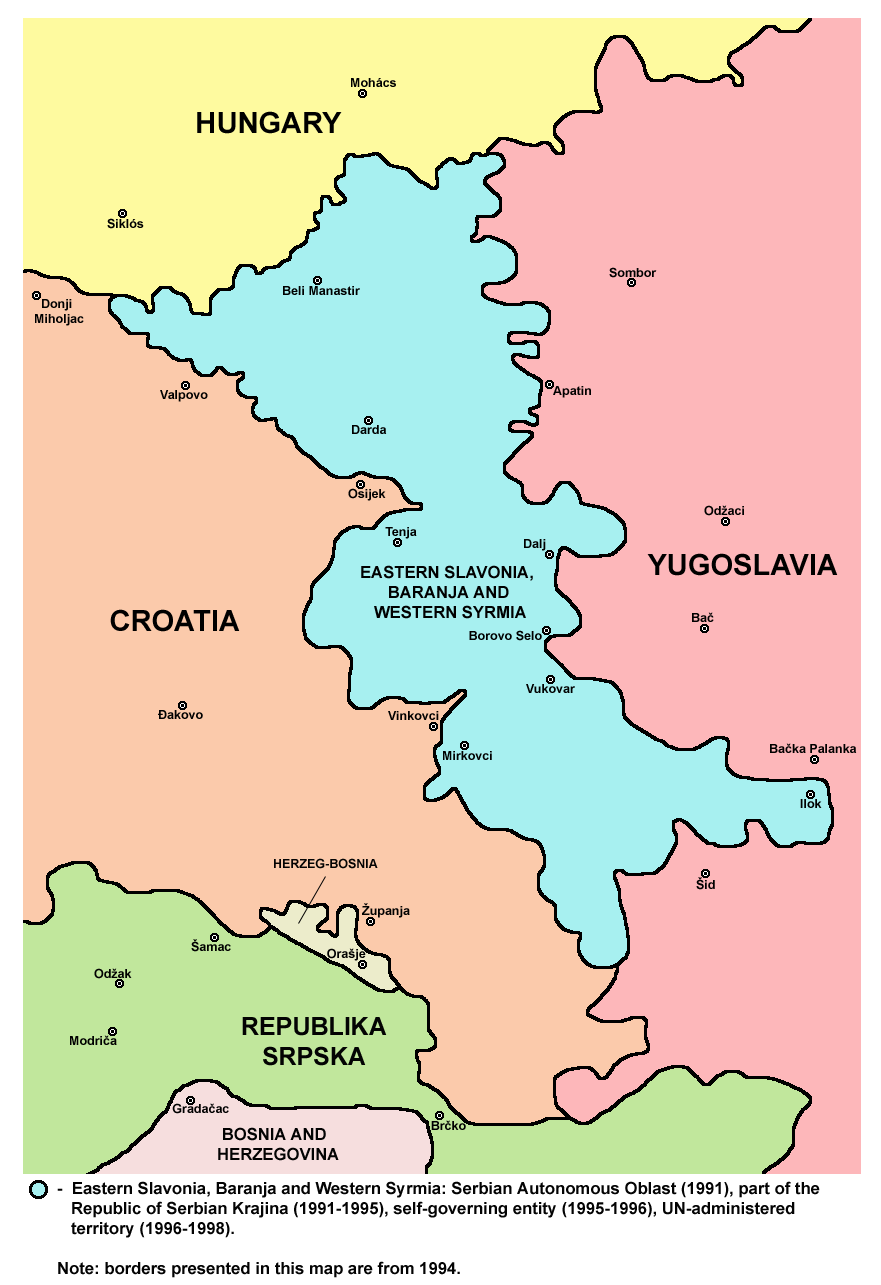
東斯拉弗尼亞·巴拉亞·西斯雷姆自治地區地圖。

克羅埃西亞和同日宣布獨立的斯洛文尼亞宣布獨立後都面臨和南斯拉夫聯邦軍的武裝衝突。斯洛文尼亞的部份是十日戰爭，如同名稱所示這是個很短時間就結束的戰爭。另外克羅埃西亞和南斯拉夫以及境內的戰爭則是一直延續到1995年才結束。主要的原因有兩個，其一是兩國的國境直接相連，第二則是克羅埃西亞境內有相當數量的塞爾維亞人居住著。另外1992年開始的波士尼亞戰爭加成下也是讓這個事件陷入泥淖的原因之一。

### 塞爾維亞人問題
1990年9月在克羅埃西亞獨立聲勢升高的時候，在塞爾維亞邊界靠近波士尼亞赫塞哥維納的周邊地區這些塞爾維亞人佔多數的地區成立了克拉伊納自治區。另一方面克羅埃西亞東部的西斯拉弗尼亞地區（今天的西斯拉弗尼亞地區）也成立了東斯拉弗尼亞·巴拉亞·西斯雷姆自治組織。
但是在1991年3月2日卻發生了克羅埃西亞警察軍和南斯拉夫聯邦軍在西斯拉弗尼亞的帕克拉茲互相對峙的事件，同地點3月31日克羅埃西亞警察軍和當地的塞爾維亞居民發生槍戰也有人員傷亡。在克羅埃西亞將要獨立前的5月，克拉伊納自治區也舉辦公投，出現90%的壓倒票數贊成該地劃歸塞爾維亞。
6月25日克羅埃西亞發表獨立宣言後，克羅埃西亞警察軍和留在克羅埃西亞境內的塞爾維亞居民發生零星的衝突。此外當時南斯拉夫也加快了對克羅地亞的軍事行動。9月22日，南斯拉夫聯邦軍襲擊克羅埃西亞首都札格雷布。戰爭最激烈的地區是多數塞爾維亞人群居且靠近塞爾維亞的斯拉弗尼亞地區。這個地區的居民因為民族的不同而從鄰居一瞬間反目變成仇家，居民拿起武器就互相攻擊的險惡情況。其中和斯拉弗尼亞的武科瓦爾和沿著多瑙河一河相隔的伏伊伏丁那之間有長達87天的巷戰，稱為武科瓦爾戰役，雙方都有近3000人的死亡，這場戰役后被拍成電影《驚變世界》。
1991年12月下半月，克罗地亚军队取得了进一步的进展，他們重新夺回了大约1,440平方公里（560 平方英里）的领土。這半年的戰爭造成10,000 人死亡；数十万人逃离，数以万计的房屋被毁。12月19日，冰岛宣佈承认克羅地亞獨立。而克拉伊納自治區正式宣布成立塞尔维亚克拉伊纳共和国。四天后，德国承认克罗地亚独立。
1992年1月15日，欧洲共同体正式承认克羅地亞。南斯拉夫人民軍開始從克羅地亞撤出。联合国在克罗地亚塞族地區部署了一支維和部队（UNPROFOR）。

## 「風暴作戰」
但是最終「解決」掉這一連串事件的是克羅埃西亞實行的「風暴作戰」。1995年美國、俄羅斯、歐盟、聯合國希望聯合國維和部隊對於克羅地亞塞族地區的佔領盡快結束 ，所以強力要求維和部隊盡早撤退。
維和部隊活動規模被縮小的提案被同意之後不久，克羅埃西亞軍就突襲了西斯拉弗尼亞驅趕塞爾維亞人。接著8月3日實行的風暴作戰將目標擺在塞爾維亞克拉伊納共和國的首都庫寧，作戰開始後僅僅三天就攻佔了庫寧，期間造成150人死亡，此外造成了15-20萬人的塞爾維亞難民。
指揮這個作戰的克羅埃西亞將軍安特·哥德比納在克羅埃西亞被奉為英雄，但是屠殺的行為和造成大量的難民被前南斯拉夫问题国际刑事法庭給追訴。哥德比納在2005年12月被引渡至西班牙領加納利群島監禁，並在海牙受審。對此克羅埃西亞表達強烈的不滿，認為哥德比納「以最小的人員損失解決了國內的塞爾維亞人問題」。
因為西斯拉弗尼亞和塞爾維亞克拉伊納被克羅埃西亞軍攻佔，克羅埃西亞國內的塞爾維亞人數大量減少（請參考下面的章節），雖然和塞爾維亞國境接鄰的東斯拉弗尼亞地區還有留下塞爾維亞人的勢力，但在1995年11月11日，該地的人民放棄抵抗轉而和克羅埃西亞政府達成和平的協議。克國政府和東斯拉弗尼亞的塞爾維亞人代表在艾尔杜特镇簽訂協議，雙方同意東斯拉弗尼亞歸屬於克羅埃西亞，同時東斯拉弗尼亞的塞爾維亞居民取得相當的自治權，以及兩年內的過渡期交由聯合國管理。

## 戰爭之後

### 人口的變化

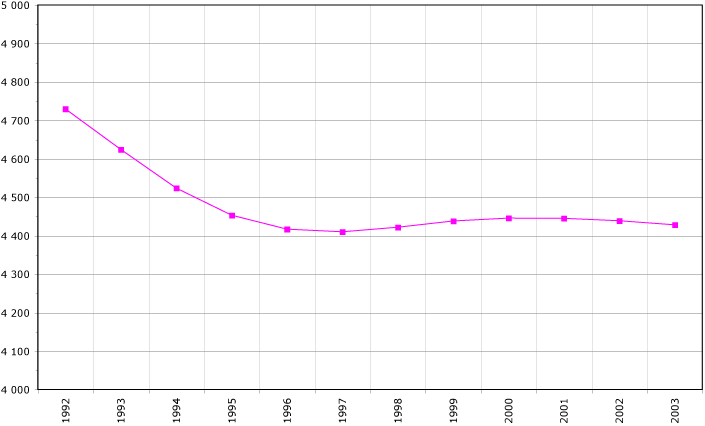
克羅埃西亞的人口數變動

克羅埃西亞戰爭對該國的人口和民族分布有很大的影響。克羅埃西亞人口從1992年到1995年之間從475萬人減少到440萬人，2003年開始則大約維持在440萬人左右，迄今沒有回復到戰前的人口數，2011年減少至428.4萬人；2019年更減至407萬人。
另外比較南斯拉夫1991年最後的國情調查和2001年克羅埃西亞最初的國情調查，克羅埃西亞國內克羅埃西亞人的比率從78.1%上升到89.63%，另外塞爾維亞人則從12.2%下降到4.54%。比較下可發現戰後人口減少的35萬人和塞爾維亞減少的8%幾乎相當。可見克羅埃西亞政府並不積極的召回逃到國外的塞爾維亞人。

### 經濟
克羅埃西亞在2003年終於回復到戰前1990年的標準，經濟指標也顯示國內經濟開始復甦。2005年的時候國民生產毛額達12,364美金，在舊南斯拉夫聯邦各國中僅次於斯洛文尼亞。
亞得里亞海沿岸的達爾馬提亞地區的觀光業是該國的主要產業之一，其中被登錄為世界遺產的杜布羅夫尼克因為戰爭的影響被指定為瀕危的遺跡，在1998年因為情勢穩定被該名單除名。